# Leontonyx
Leontonyx là một chi thực vật có hoa trong họ Cúc (Asteraceae).

## Loài
Chi Leontonyx gồm các loài: